# Diócesis de Mangochi
La diócesis de Mangochi (en latín: Dioecesis Mangocien(sis) y en inglés: Roman Catholic Diocese of Mangochi) es una circunscripción eclesiástica latina de la Iglesia católica en Malaui, sufragánea de la arquidiócesis de Blantire. La diócesis tiene al obispo Monfort Stima como su ordinario desde el 6 de diciembre de 2013.

## Territorio y organización
La diócesis tiene 11 385 km² y extiende su jurisdicción sobre los fieles católicos de rito latino residentes en los distritos de Mangochi, Balaka y parte del de Machinga, en la región del Sur.
La sede de la diócesis se encuentra en la ciudad de Mangochi, en donde se halla la Catedral de San Agustín.
En 2019 en la diócesis existían 25 parroquias.

## Historia
La prefectura apostólica de Fort Johnston fue erigida el 29 de mayo de 1969 con la bula Quam studiose del papa Pablo VI, obteniendo el territorio de la diócesis de Zomba.
El 17 de septiembre de 1973, a raíz de la bula Cum Nostrum apostolicum del papa Pablo VI, la prefectura apostólica fue elevada a la categoría de diócesis y tomó su nombre actual.

## Estadísticas
De acuerdo al Anuario Pontificio 2020 la diócesis tenía a fines de 2019 un total de 817 000 fieles bautizados.
| Año                                                                             | Población            | Población | Población      | Sacerdotes | Sacerdotes    | Sacerdotes    | Bautizados por sacerdote | Diáconos permanentes | Religiosos | Religiosos | Parroquias |
| Año                                                                             | Bautizados católicos | Total     | % de católicos | Total      | Clero secular | Clero regular | Bautizados por sacerdote | Diáconos permanentes | Varones    | Mujeres    | Parroquias |
| ------------------------------------------------------------------------------- | -------------------- | --------- | -------------- | ---------- | ------------- | ------------- | ------------------------ | -------------------- | ---------- | ---------- | ---------- |
| 1970                                                                            | 55 000               | 430 000   | 12.8           | 18         |               | 18            | 3055                     |                      | 18         |            | 8          |
| 1980                                                                            | 78 001               | 718 000   | 10.9           | 27         | 4             | 23            | 2888                     |                      | 26         | 36         | 13         |
| 1990                                                                            | 120 338              | 796 000   | 15.1           | 41         | 15            | 26            | 2935                     |                      | 55         | 58         | 13         |
| 1999                                                                            | 172 921              | 1 100 000 | 15.7           | 60         | 38            | 22            | 2882                     |                      | 65         | 54         | 14         |
| 2000                                                                            | 190 043              | 1 130 000 | 16.8           | 65         | 42            | 23            | 2923                     |                      | 60         | 51         | 15         |
| 2001                                                                            | 195 967              | 1 134 000 | 17.3           | 69         | 42            | 27            | 2840                     |                      | 69         | 49         | 15         |
| 2002                                                                            | 200 547              | 1 150 500 | 17.4           | 73         | 50            | 23            | 2747                     |                      | 70         | 53         | 16         |
| 2003                                                                            | 203 889              | 1 180 000 | 17.3           | 68         | 46            | 22            | 2998                     |                      | 72         | 56         | 16         |
| 2004                                                                            | 217 715              | 1 210 000 | 18.0           | 70         | 48            | 22            | 3110                     |                      | 78         | 53         | 19         |
| 2013                                                                            | 540 000              | 1 532 000 | 35.2           | 89         | 60            | 29            | 6067                     |                      | 151        | 82         | 19         |
| 2016                                                                            | 773 000              | 2 199 000 | 35.2           | 80         | 54            | 26            | 9662                     |                      | 156        | 85         | 19         |
| 2019                                                                            | 817 000              | 2 323 428 | 35.2           | 86         | 61            | 25            | 9500                     |                      | 161        | 65         | 25         |
| Fuente: Catholic-Hierarchy, que a su vez toma los datos del Anuario Pontificio. |                      |           |                |            |               |               |                          |                      |            |            |            |

## Episcopologio
- Alessandro Assolari, S.M.M. † (3 de octubre de 1969-20 de noviembre de 2004 retirado)
- Luciano Nervi, S.M.M. † (20 de noviembre de 2004-8 de marzo de 2005 falleció)
  - Sede vacante (2005-2007)
- Alessandro Pagani, S.M.M. (3 de abril de 2007-6 de diciembre de 2013 retirado)
- Monfort Stima, desde el 6 de diciembre de 2013